# NGC 2806
NGC 2806 је појединачна звезда у сазвежђу Рак која се налази на NGC листи објеката дубоког неба.
Деклинација објекта је + 20° 4' 16" а ректасцензија 9h 16m 56,7s. Привидна величина (магнитуда) објекта NGC 2806 износи 10,9 а фотографска магнитуда 14,8.